# Niedorajda
Niedorajda – polski film komediowy z 1937 w reżyserii Mieczysława Krawicza, o przygodach mechanika Florka (Adolf Dymsza), który wcielić się musi w rolę syna i córki swojego pracodawcy.

## Opis fabuły
Onufry (Józef Orwid), właściciel warsztatu samochodowego, w chwilach szczególnego dołka finansowego informuje swoją, mieszkającą w Ameryce, siostrę Agatę (Seweryna Broniszówna) o narodzinach kolejnego potomka. Agata bardzo kocha dzieci i za każdym razem, kiedy Onufry informuje ją o powiększeniu rodziny wysyła dla dziecka 1000 dolarów. Jakież więc jest przerażenie biednego człowieka, kiedy nagle otrzymuje list z Ameryki, w którym Agata pisze, że wraca do kraju. Onufry ma tylko jednego syna, a nie, jak myśli Agata, dwóch synów i dwie córki. Onufry ma jednak bardzo oddanego pracownika Florka (Adolf Dymsza), jednocześnie członka klubu bokserskiego „Świt”. Florek zakochuje się w Basi (Renata Radojewska), wychowanicy ciotki Agaty, po różnych perypetiach okazuje się, że z wzajemnością.

## Obsada
- Adolf Dymsza jako Florian Węgorzyk, pracownik warsztatu samochodowego
- Renata Radojewska jako Basia, wychowanica ciotki Agaty
- Michał Znicz jako pan Rowek
- Józef Orwid jako Onufry Majewski, właściciel warsztatu samochodowego
- Wanda Jarszewska jako Majewska, żona Onufrego
- Andrzej Bogucki jako Zenon, jedyny syn Majewskich
- Seweryna Broniszówna jako ciotka Agata
- Irena Skwierczyńska jako służąca
- Adolf Kantor jako pięściarz
- Jerzy Kobusz jako kolega Florka
- Klemens Mielczarek jako kolega Florka